# インプロ!
『インプロ!』は、真田一輝による日本の4コマ漫画作品。『まんがタイムきららキャラット』（芳文社）で2011年6月号から2013年8月号にかけて連載された。

## 概要
高校に入学し、スポーツ万能のためあちこちの運動部の助っ人として引っ張りだこの天野優希だが、全力で青春を燃やし尽くせる部に巡り合えずにいた。そんな折、クラスメイトの石川菜桜に誘われて覗いた演劇部に体験入部することになる。
作者特有の巧みなネタと百合が特徴の演劇部4コマ作品。

## 登場人物
天野優希
スポーツ万能な高校一年生の女の子。校内の人気も高い。
全力で青春を燃やし尽くしたいと思っていたのだが、どの運動部もあまり本気でないため部には所属していなかった。
菜桜に誘われ、演劇部に体験入部という形で所属の後、正式に入部。
明るく何事にも全力で、頭を使うよりも兎に角ぶつかっていくタイプ。
裏表がなく演劇にも純粋に取り組んでおり、本人も意識しないうちに帷の心を開かせていく存在になっている。
石川菜桜
演劇部に所属している優希のクラスメイト。
優希を演劇部に誘った当人でもある。
沙耶を「姉御」と呼ぶ。
明るく気さくな性格で、ボケ役・ツッコミ役のどちらもこなす。
食欲が旺盛であるかのような描写があるが、料理の腕は壊滅的。
沙耶曰く「お調子者のクセして根は真面目で打たれ弱い」。
期末テストでは優希と共に赤点を取っていたことから成績は芳しくない様子。
秋月沙耶
演劇部の部長。
「美少女がいたら耳をはみはみしたくなるのは生理現象」と言い放ついわゆる百合の人。
菜桜とは幼稚園の頃からの幼馴染で、姐さんタイプであることから彼女からは「姉御」と呼ばれている。
「スペアリブの刑」や「メロンパンの刑」といった、処刑シリーズがあるらしい。
演劇においては演者から裏方までこなせるオールラウンダーであり、台本の制作も手掛ける。中でも童話や昔話の改編は十八番。
一見すると最強かつ最凶で、様々な噂の主ではあるが、どんな時でも筋は通す人であり演劇部を纏める器と実力の持ち主。
また、常識をわきまえており周りの人間を冷静に観察することもでき、演劇以外の所では意外と弱い面もある等、人間味に溢れている。
仁科美夜子
通称「ミャー子」。
獣耳のような髪形をしている演劇部員。
実家は喫茶店を経営しており、普段はそこの手伝いをしているため、料理もできる。
優希同様、演劇は未経験者。
無垢なのか天然なのか素直なのか、たまに素でとぼけた発言をすることがある。
鷹梨帷
通称「とばりん」。
クールでややきつい物言いの演劇部員。
舞台歴は長いのだが、演劇部には好きで所属しているわけではないらしい。
母が「鷹梨ひばり」という舞台の世界では有名な名女優であり、自身も小さい頃から演劇をやっており、その世界では実はそれなりに名が通っている。
母とは役者としての意見の相違によって衝突しており、そのためなのか現在一人暮らし中。

ブラックコーヒーが飲めない。

## 単行本
- 芳文社KRコミックスで刊行。全2巻。
  1. 2012年6月27日発売（同年7月2日発行）ISBN 978-4-8322-4164-0
  2. 2013年7月27日発売 ISBN 978-4-8322-4325-5